# Jacinda Barrett
Jacinda Barrett (Brisbane, Queensland, 2 de agosto de 1972) é uma atriz e ex-modelo australiana. Ela se tornou conhecida do público como um membro do elenco de The Real World: London antes de aparecer em filmes como Ladder 49, The Namesake, The Human Stain, e Bridget Jones: No Limite da Razão.

## Biografia
Nasceu em Brisbane, Queensland, filha de um bombeiro de aeroporto, Jacinda ganhou o concurso anual Dolly Covergirl na Austrália em 1988 enquanto frequentava a escola San Sisto e começou a carreira como modelo, por toda Europa, aos 17 anos. Em 1995, apareceu pela primeira vez na televisão como parte do elenco do The Real World: London na MTV, mais tarde ela frequentou a escola de teatro British American Drama Academy em Oxford e estreou no cinema com o filme Campifire Tales em 1997.
Foi casada com o apresentador de TV e comediante Chris Hardwick. Atualmente é casada com o ator Gabriel Macht. Em 20 de agosto de 2007 o casal teve sua primeira filha, Satine Anais Geraldine Macht, e em 26 de fevereiro de 2014 nasceu o segundo filho, de nome Luca. Trabalhou junto com o Gabriel no filme Middle Men e também na série de televisão Suits, cujo protagonista é seu marido. A série também teve a participação especial da filha deles.
No dia 28 de agosto de 2009, foi naturalizada estadunidense.